# Parafia Niepokalanego Serca Najświętszej Maryi Panny i św. Jakuba Apostoła w Ostrowążu
Parafia Niepokalanego Serca Najświętszej Maryi Panny i św. Jakuba Apostoła w Ostrowążu – parafia rzymskokatolicka, znajdująca się w diecezji włocławskiej, w dekanacie ślesińskim. 